# Lothar Thoms
Lothar Thoms, född 18 maj 1956 i Guben i Brandenburg, död 5 november 2017 i Forst (Lausitz) i Brandenburg, var en tysk (östtysk) tävlingscyklist som tog OS-guld i kilometerlopp vid olympiska sommarspelen 1980 i Moskva. 